# Pinchas Lapide
Pour les articles homonymes, voir Lapide.
Pinchas Lapide, né à Vienne le 28 novembre 1922 et mort le 23 octobre 1993, est un théologien et historien israélien d'origine autrichienne. 

## Biographie
Né à Vienne, il émigre en Palestine en 1938 pour fuir le régime nazi. Officier anglais pendant la guerre, puis diplomate de l’État d’Israël, il devint écrivain et professeur à l’université Bar-Ilan et revint à Francfort au milieu des années 1970. 
De 1951 à 1969, il a mené une carrière de diplomate, notamment en tant que consul d'Israël à Milan. Pinchas Lapide a joué un rôle important dans la reconnaissance internationale de l'État d'Israël.
Il fait partie des personnalités juives qui ont fait l’éloge du pape Pie XII pour ses actions et celles qui furent accomplies sur son ordre, en faveur des Juifs, pendant la persécution nazie. Il écrit, dans un article du Monde du 13 décembre 1963 : « Je peux affirmer que le pape personnellement, le Saint-Siège, les nonces et toute l’Église catholique ont sauvé de 150 000 à 400 000 Juifs d’une mort certaine ». Quatre ans plus tard, dans son ouvrage Three Popes and the Jews, publié en 1967, il procède à une nouvelle évaluation : « L’Église catholique, sous le pontificat de Pie XII, fut l’instrument qui sauva 700 000, mais probablement jusqu’à 860 000 Juifs, d’une mort certaine de la main des nazis. Ces chiffres dépassent de très loin ceux de toutes les autres Églises, institutions religieuses et organisations de secours réunis ».
Pinchas Lapide était marié à Ruth Lapide, qui partageait ses engagements.

## Publications
Ouvrages traduits en français
- Chalom, Chalom, Albin Michel, 1968
- Fils de Joseph ? (Jésus dans le judaïsme d'aujourd'hui et d'hier), Desclée, 1978

Autres langues
- Pinchas Lapide, Ein Prophet für San Nicandro : e. ungewöhnl. Glaubensgeschichte, Mayence, Matthias-Grünewald-Verlag, 1986 (ISBN 3-7867-1249-2)
- Pinchas Lapide, Rom und die Juden, Ulm/Donau, Hess, 1997 (réimpr. 2005) (1re éd. 1967), 371 p. (ISBN 3-87336-241-4, lire en ligne)
- Three Popes and the Jews. 1967.
- Nach der Gottesfinsternis. Schriftenmissions-Verl., Gladbeck 1970.
- (de) Auferstehung : ein jüdisches Glaubenserlebnis, Stuttgart Munich, Calwer Kösel, 1977, 91 p. (ISBN 3-7668-0545-2)
- Die Verwendung des Hebräischen in den christlichen Religionsgemeinschaften mit besonderer Berücksichtigung des Landes Israel. Diss. Kleikamp, Köln 1971.
- Er predigte in ihren Synagogen. Mohn, Gütersloh 1980, 2004 (8.Aufl.).  (ISBN 3-579-01400-5)
- Am Scheitern hoffen lernen. Mohn, Gütersloh 1985, 1988.  (ISBN 3-579-01413-7)
- Wer war schuld an Jesu Tod? Mohn, Gütersloh 1987, 1989, 2000 (4.Aufl.).  (ISBN 3-579-01419-6)
- Ist das nicht Josephs Sohn? Jesus im heutigen Judentum. Mohn, Gütersloh 1988 .  (ISBN 3-579-01408-0)
- Ist die Bibel richtig übersetzt?" 2 Bd. Mohn, Gütersloh 2004.  (ISBN 3-579-05460-0)
- Der Jude Jesus. Patmos, Düsseldorf 1979, 2003 (3.Aufl.).  (ISBN 3-491-69405-1)
- Paulus zwischen Damaskus und Qumran. Mohn, Gütersloh 1993, 1995, 2001.  (ISBN 3-579-01425-0)